# Revolución del Treinta
La Revolución del Treinta, a veces también conocida como la Revolución de 1933, fueron una serie de hechos relacionados, ocurridos en Cuba, a lo largo de la década de 1930. Estuvo fuertemente vinculada con la Gran Depresión y el auge de la lucha revolucionaria a escala global, principalmente de fuerzas nacionalistas y comunistas. 
Dicho proceso revolucionario dio al traste con muchos mecanismos de la vieja República, poniendo en marcha una serie de transformaciones importantes en el país, hechos que terminaron desembocando en la promulgación de la Constitución cubana de 1940. 
Dicha constitución puso fin al proceso revolucionario de los años 30, pero, al no quedar los problemas lo suficientemente resueltos, todo esto dio paso al Golpe de Estado de 1952 y a la lucha revolucionaria de los años 50, que desembocó en la Revolución cubana de 1959.

## Contexto histórico

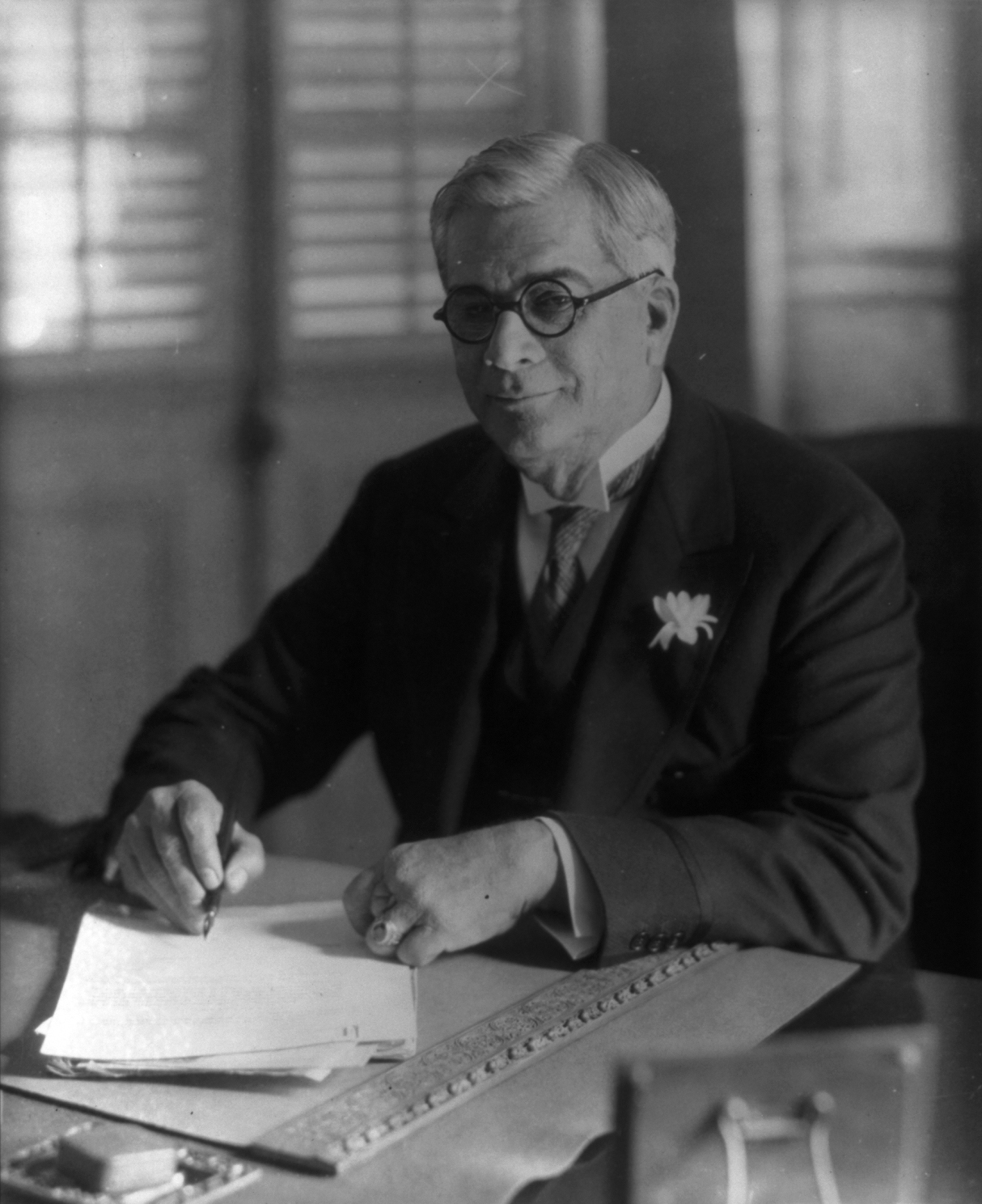
Presidente Gerardo Machado.

La independencia de la República de Cuba, en 1902, tras más de treinta largos años de lucha por la independencia contra el colonialismo español, dejó una sensación de amargura y desencanto en la mayor parte de la población cubana, pues la nueva República estaba plagada de males, muchos de los cuales eran heredados del colonialismo. 
En dicho contexto, las viejas generaciones de cubanos que habían luchado por la independencia, se encontraban diezmadas, envejecidas y sin muchas ideas nuevas que aportar, por lo cual, tocó a las nuevas generaciones de cubanos, principalmente, intelectuales y estudiantes universitarios, iniciar nuevas luchas revolucionarias. 
Esto se evidenció a partir del año 1923, con la Protesta de los Trece, encabezada, entre otros, por Rubén Martínez Villena, junto a otros doce jóvenes intelectuales, en oposición a la corrupción imperante entre los políticos de la época. Dicho suceso, conllevó al surgimiento del Grupo Minorista, compuesto por los participantes de la protesta y otros jóvenes intelectuales, que se oponían a la situación socioeconómica y política del país de aquel entonces. 
Unido a esto, se incrementan las luchas estudiantiles, fundamentalmente universitarias, con la creación de la Federación Estudiantil Universitaria (FEU), en diciembre de 1922, por Julio Antonio Mella, uno de los miembros fundadores del primer Partido Comunista cubano, en el verano de 1925, ya bajo la dictadura de Gerardo Machado (1925-1933).

## Hechos
Machado traicionó su promesa de no reelegirse y se perpetuó en el poder. Julio Antonio Mella se vio obligado, tras sufrir prisión y casi morir en una prolongada huelga de hambre, a exiliarse en México, donde moriría asesinado en enero de 1929. A partir del año 1930, se recrudece la lucha generalizada del pueblo y las organizaciones políticas contra la dictadura de Machado. El 7 de agosto de 1933 la radio dio la falsa noticia de la renuncia de Machado, y el pueblo de La Habana se lanzó a las calles a festejar, siendo ametrallado por la policía y militares con el saldo de decenas de muertos y heridos. La Huelga General de agosto de 1933, organizada por Rubén Martínez Villena, la pérdida del apoyo del Ejército Nacional, y la presión ejercida por el embajador estadounidense Sumner Welles terminó por derrocar al general Gerardo Machado el 12 de agosto de 1933. La Revolución de 1933 había comenzado. 

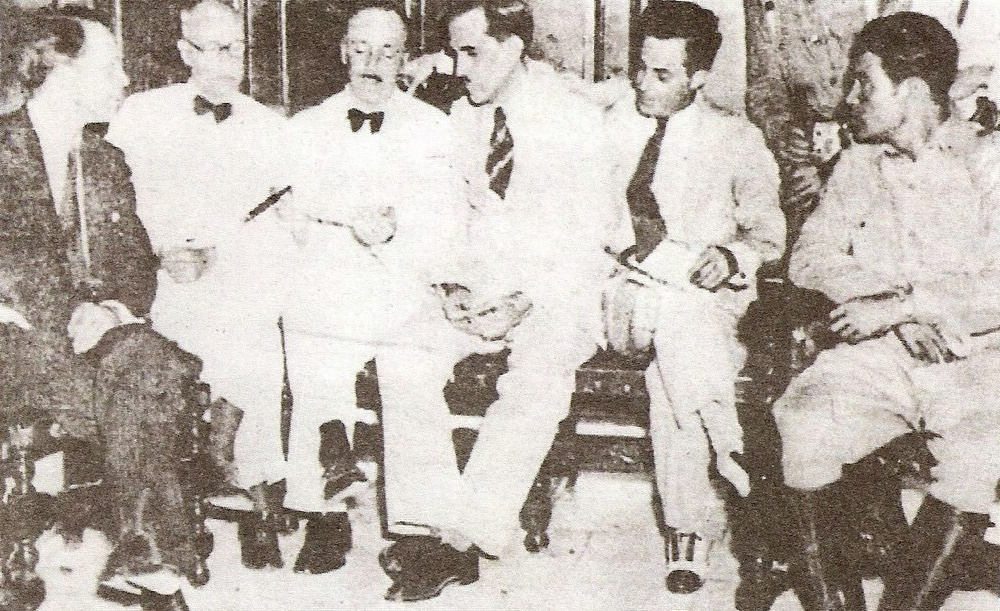
Pentarquía de 1933.

Tras una brevísima presidencia interina del general Alberto Herrera y Franchi, las fuerzas políticas designan al coronel retirado Carlos Manuel de Céspedes y Quesada, hijo del Padre de la Patria Carlos Manuel de Céspedes y del Castillo, como presidente provisional. Sin embargo, al no contar con suficiente apoyo popular, este fue derrocado, tras solamente tres semanas, por una sublevación militar, el 4 de septiembre de 1933, que pasó a la historia con el nombre de la Sublevación de los Sargentos. Este movimiento estuvo encabezado por el sargento Fulgencio Batista. Tras dichos sucesos, se instauró un efímero gobierno colegiado de cinco miembros, conocido como la Pentarquía: Guillermo Portela Möller, Sergio Carbó Morera, Porfirio Franca Álvarez de la Campa, José Miguel Irisarri Gamio y Ramón Grau San Martín. 
Sin embargo, el gobierno de los Estados Unidos se negó a reconocer dicha Pentarquía, por lo que esta se disolvió el 10 de septiembre, tras solamente 5 días de existencia. A la cabeza formal del Estado cubano quedó como presidente Ramón Grau San Martín, dando inicio a lo que pasaría a conocerse históricamente como el Gobierno de los Cien Días (10 de septiembre de 1933 - 15 de enero de 1934), pero fueron 127 días. Es aquí donde entra la tercera figura destacada de la juventud cubana de la época: Antonio Guiteras Holmes. Guiteras, gran admirador de Mella y amigo personal de Villena, desempeñó varios altos cargos dentro del Gobierno de los Cien Días, desde los cuales tomó numerosas medidas de corte progresista y popular. 
Sin embargo, Fulgencio Batista, desde su posición como Jefe del Ejército, ejecutó dos nuevos golpes de Estado, el 15 de enero de 1934 y, nuevamente, el 18 de enero, que derrocaron al gobierno revolucionario de Grau y al gobierno de Carlos Hevia, respectivamente. El canciller de Hevia, Manuel Márquez Sterling, lo sustituyó como presidente por 6 horas. El 18 de enero fue instaurando en la presidencia provisional de la República por el coronel Batista y las fuerzas políticas el coronel retirado Carlos Mendieta, con la anuencia del enviado especial del presidente estadounidense Jefferson Caffery; embajador a partir del 23 de febrero de 1934, en sustitución de Sumner Welles (embajador hasta el 13 de diciembre de 1933). El 29 de mayo de 1934 las disposiciones de la Enmienda Platt fueron derogadas con la negociación del Tratado de Relaciones Cubano-Americanas de 1934 entre los Estados Unidos y Cuba como parte de la política de buena vecindad del presidente estadounidense Franklin D. Roosevelt.
Durante el régimen, que pasaría a conocerse como Mendieta-Caffery-Batista (1934-1935), se reprimió fuertemente a los trabajadores. Entre estos hechos, se destaca notablemente la sangrienta represión contra la Huelga General de marzo de 1935, que intentaba derrocar al régimen, como había ocurrido menos de dos años antes contra el general Machado.
En dicho contexto, Guiteras había fundado Joven Cuba en 1934, una organización revolucionaria violenta para tomar el poder, que secuestró a Eutimio Falla Bonet y cobró un rescate de $300 000; ese dinero sería destinado para la Revolución. Joven Cuba hizo un atentado fallido con bomba contra el presidente Mendieta (sufrió herida leve) en junio de 1934. Por eso, Guiteras era buscado por la policía cubana  y pasó a la clandestinidad. Guiteras quería viajar a México junto a otros revolucionarios para llevar a cabo una fuerte expedición armada desde ese país hacia Cuba, con el fin de hacer la Revolución por la vía armada. Sin embargo, él y el revolucionario venezolano Carlos Aponte fueron sorprendidos cerca de la fortaleza de El Morillo, en la Provincia de Matanzas, y masacrados por el Ejército de Batista; ellos mataron un cabo y un soldado.

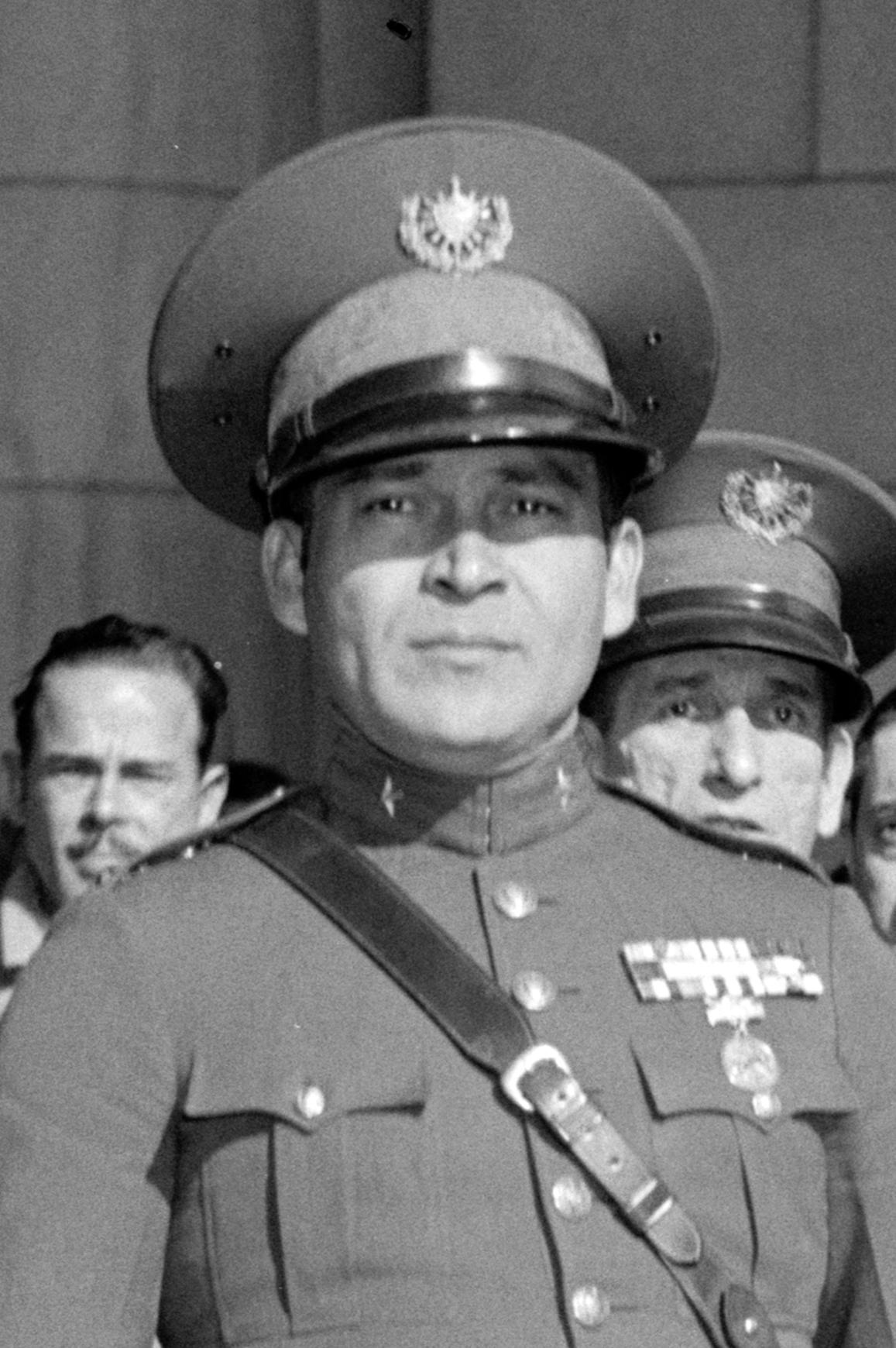
Fulgencio Batista en 1938.

 Mendieta renunció y lo sustituyó como presidente durante unos 5 meses José A. Barnet (1935-1936). Se organizaron las Elecciones generales de Cuba de 1936 en las que salió vencedor Miguel Mariano Gómez, quien solo pudo gobernar por siete meses, pues fue depuesto por el Senado de la República tras conflictos con el poder legislativo y con el coronel Batista.
A la cabeza formal del Estado cubano quedó entonces el vicepresidente Federico Laredo Brú (1936-1940). Bajo la “presidencia” de Laredo Brú, se legalizó al Partido Comunista, el cual cambió su nombre a Unión Revolucionaria Comunista en 1939. Se convocó a una Asamblea Constituyente en 1939, en la cual participaron todos los partidos políticos de la época. Dicha asamblea llevó a la promulgación de la Constitución cubana de 1940. Dicha Constitución fue una de las más avanzadas de su época y contuvo en sus artículos el resumen de todas las importantes reformas y fuertes cambios que sufrió el país en la década de 1930.

## República después de la Revolución del Treinta
La promulgación de la Constitución cubana de 1940 dio paso a una serie de gobiernos democráticos: Los gobiernos constitucionales del general Fulgencio Batista (1940-1944) y el Dr. Ramón Grau San Martín (1944-1948), quienes ya habían ostentado el poder previamente. El primero como “Hombre Fuerte” de Cuba, detrás de varios presidentes títeres (entre 1934 y 1940), y el segundo, como presidente provisional del Gobierno de los Cien Días (1933-1934).
La rivalidad entre Batista y Grau (el primero derrocó al segundo en 1934 y el segundo derrotó al candidato del primero en las elecciones de 1944), seguirían marcando a la “nueva” República, hasta la llegada al poder, en 1948, del relevo de Grau: el Dr. Carlos Prío Socarrás (1948-1952), un joven miembro del Partido Auténtico (que había fundado Grau en 1934), que pretendía “renovar” al país. 
Los gobiernos de Batista, Grau y Prío, se caracterizaron por los fuertes escándalos de corrupción, violencia gansteril y política, y negocios con las mafias estadounidenses. En medio de todo este ambiente enrarecido, surgió una nueva figura para denunciar todos los males de la República: Eduardo Chibás, quien había participado, siendo un joven estudiante universitario, en el proceso revolucionario de los años 1930. Chibás había integrado el Partido Revolucionario Cubano Auténtico, fundado por Grau y Prío, quienes habían sido profesor y estudiante universitarios, respectivamente, durante el ya mencionado proceso revolucionario. 
Sin embargo, horrorizado por la corrupción y la violencia en las calles de La Habana durante la presidencia constitucional del Dr. Grau, Chibás se separó del Partido Auténtico y fundó el Partido del Pueblo Cubano (Ortodoxo) en 1947. Chibás y sus numerosos seguidores, pretendían “regenerar” a la República, limpiándola de toda la corrupción y la violencia que la aquejaba. Su lema: “Vergüenza contra dinero” caló profundamente en el pueblo cubano. 
Eduardo Chibás se suicidó de un disparo en la ingle, en agosto de 1951. Su victoria en las elecciones presidenciales de 1952, parecía asegurada, pero Chibás acusó de corrupción al ministro Aureliano Sánchez Arango y, al no poder presentar públicamente pruebas suficientes, decidió quitarse la vida, no sin antes hablarle al pueblo de Cuba, a través de su programa de radio.
De cualquier forma, la victoria del Partido Ortodoxo, encabezado ahora por Roberto Agramonte, parecía asegurada. En dicho contexto, el general Fulgencio Batista ejecutó un golpe de Estado el 10 de marzo de 1952, impidiendo dichas elecciones. Toda esta situación, dio paso a la lucha revolucionaria que encabezarían, una vez más, los estudiantes universitarios, contra un nuevo dictador. El líder principal de dicha lucha, sería un joven abogado llamado Fidel Castro, antiguo miembro del Partido Ortodoxo y de la Unión Insurreccional Revolucionaria (UIR), y su lucha llevaría al triunfo de la Revolución cubana de 1959.